# Prosper Bruggeman
Prosper Jan Bruggeman (ur. 14 marca 1870 w Ledebergu, zm. 6 marca 1939 w Gentbrugge) – belgijski wioślarz, medalista olimpijski i wielokrotny mistrz Europy.

## Życiorys
Bruggeman był uczestnikiem igrzysk olimpijskich w 1900 w Paryżu. Jako reprezentant belgijskiego klubu Royal Club Nautique de Gand wystartował w ósemce, w której wraz z kolegami z klubu zdobył srebrny medal, a także w dwójce ze sternikiem (z Maurice’em Hemelsoetem i nieznanym sternikiem), w której odpadł w eliminacjach.
Zdobył wiele medali mistrzostw Europy. W dwójce podwójnej był mistrzem w 1899 i wicemistrzem w 1900. W czwórce ze sternikiem był mistrzem w 1900 i brązowym medalistą w 1902, a w ósemce mistrzem w 1898, 1899, 1900 i 1910, wicemistrzem w 1896 oraz brązowym medalistą w 1894.